# 미엘레츠군

포트카르파츠키에주 지도에 표시된 미엘레츠군의 위치

미엘레츠군(폴란드어: powiat mielecki)은 폴란드 포트카르파츠키에주에 위치한 군으로 군청 소재지는 미엘레츠이며 면적은 880.21km2, 인구는 136,591명(2019년 기준), 인구 밀도는 160명/km2이다.
북쪽으로는 타르노브제크군, 시비엥토크시스키에주 스타슈프군, 동쪽으로는 콜부쇼바군, 남쪽으로는 로프치체셍지슈프군, 뎅비차군, 서쪽으로는 마워폴스카주 동브로바군과 접한다. 10개 지방 자치체(1개 도시, 2개 도시형 농촌, 7개 농촌)를 관할한다.

군기
군 문장